# Lori de Seram
El lori de Seram (Eos semilarvata) és una espècie d'ocell de la família dels psitàcids endèmic de la selva humida de les muntanyes de Seram, a les Moluques meridionals.